# XIX Cos d'Exèrcit (Bàndol republicà)
El XIX Cos d'Exèrcit va ser una formació militar pertanyent a l'Exèrcit Popular de la República que va lluitar durant la Guerra Civil Espanyola. Situat al Front de Terol, va arribar a prendre part en les campanyes de Terol i Llevant.

## Historial
La unitat va ser creada el 2 d'agost de 1937 usant com a base algunes forces del XIII Cos d'Exèrcit. Totes dues formacions van quedar assignades a l'Exèrcit de Llevant el 19 d'agost de 1937, cobrint diversos sectors del front de Terol. El seu primer comandant va ser el coronel Manuel Eixea Vilar, succeït el 15 de novembre de 1937 pel coronel Joaquín Vidal Munárriz. En la prefectura d'Estat Major va ser situat el tinent coronel Aurelio Matilla Jimeno.
Algunes de les seves unitats van prendre part en la batalla de Terol. Posteriorment, en la primavera i estiu de 1938, va tenir una participació destacada durant la campanya del Llevant, cooperant amb els cossos d'exèrcit XIII, XVI, XVII, XX i XXII per a detenir l'ofensiva franquista contra València. Durant la resta de la contesa no va intervenir en operacions de rellevància.

## Comandaments
Comandants
- coronel d'infanteria Manuel Eixea Vilar;[5]
- coronel d'infanteria Joaquín Vidal Munárriz;[6]

Comissaris
- Carlos Sanz Asensio, de la CNT;

Caps d'Estat Major
- tinent coronel d'Estat Major Aurelio Matilla Jimeno;[7]
- comandant d'infanteria Josep Guarner i Vivancos;
- comandant d'Infanteria Ricardo Vivas García;
- tinent coronel d'Estat Major Aurelio Matilla Jimeno;[n. 3]

## Ordre de batalla
| Data                      | Exèrcit adscrit    | Divisions integrades | Front de batalla |
| Novembre-desembre de 1937 | Exèrcit de Llevant | 41a, 64a i 40a       | Terol            |
| 30 d'abril de 1938        | Exèrcit de Llevant | 40a, 64a i 66a       | Llevant          |
| 9 de juny de 1938         | Exèrcit de Llevant | 64a, 5a i 48a        | Llevant          |
| 18 de juny de 1938        | Exèrcit de Llevant | 64a, 5a i 201a BM    | Llevant          |
| 4 de juliol de 1938       | Exèrcit de Llevant | 64a i 66a            | Llevant          |